# 日本線虫学会
日本線虫学会（にほんせんちゅうがっかい、The Japanese Nematological Society）は、線形動物（線虫と呼ばれる）に関する研究の進歩とその普及を目的とした学会である。1993年に日本線虫研究会が日本線虫学会に改称されて設立された。会員数は団体会員を含めて約300名。
主な活動は、会誌の発行、大会の開催などである。

## 出版物

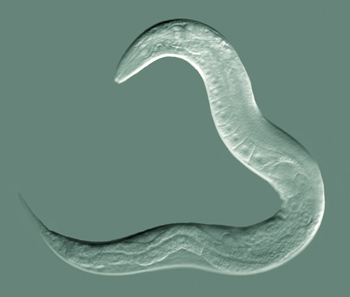
モデル生物として著名な線虫
カエノラブディティス・エレガンス
Caenorhabditis elegans

会誌
- 日本線虫学会誌